# Joan Michael Fleischman
Joan Michael Fleischman (en allemand : Johann Michael Fleischmann), né en 1707, mort le 27 mai 1768, est une graveur, créateur de caractères et typographe allemand.
Fleischman a travaillé durant la périodique baroque et ses polices de caractères de labeur ont été décrite comme de style « transitionnelles », plus stylisées qu’elles ne l’était traditionnellement,,. Ses travaux les plus notables sont sans doute sa police de caractères musicales et ses caractères de décoration, utilisés notamment dans le premier billet de banque des Provinces-Unies (aujourd’hui Pays-Bas) appelé roodborstje ou robin.

## Biographie
Fleischman est né à Wöhrd, près de Nuremberg, et est allé à  Amsterdam en novembre 1728 où il a travaillé pour Izaak van der Putte et Hermanus Uytwerff avant d’ouvrir sa propre fonderie typographique en 1735.[réf. nécessaire].
Fleischman n’était pas en mesure de faire fonctionner la fonderie typographique avec succès et Rudolf Wetstein dirigea l’entreprise pour lui, tout en continuant à travailler pour lui comme poinçonneur. Après la mort de Rudolf en 1742, son fils Hendrik Joris Wetstein vend l’entreprise en 1743 à Izaak Enschedé de Haarlem, formant ainsi le noyau de l’entreprise de création de caractères de Joh. Enschedé, qui resta en activité jusqu’en 1990. Fleischman est resté à Amsterdam et a fait des polices de caractères pour Enschedé ainsi que pour d’autres clients à Amsterdam. Son caractère Courant utilisé par le Haerlemse Courant est une des premières polices spécifiquement vendue comme police de journal ; l’historien Harry Carter l’a décrit comme « un graveur exceptionnel de petits caractères, et la finesse des dessins et l’exécution de ses nouvelles polices n’ont pas été surpassés. » Fleischman s’est apparemment principalement concentré sur les petites caractères ; les caractères de titrage d’Enschedé  étant principalement gravés par Jacques-François Rosart.

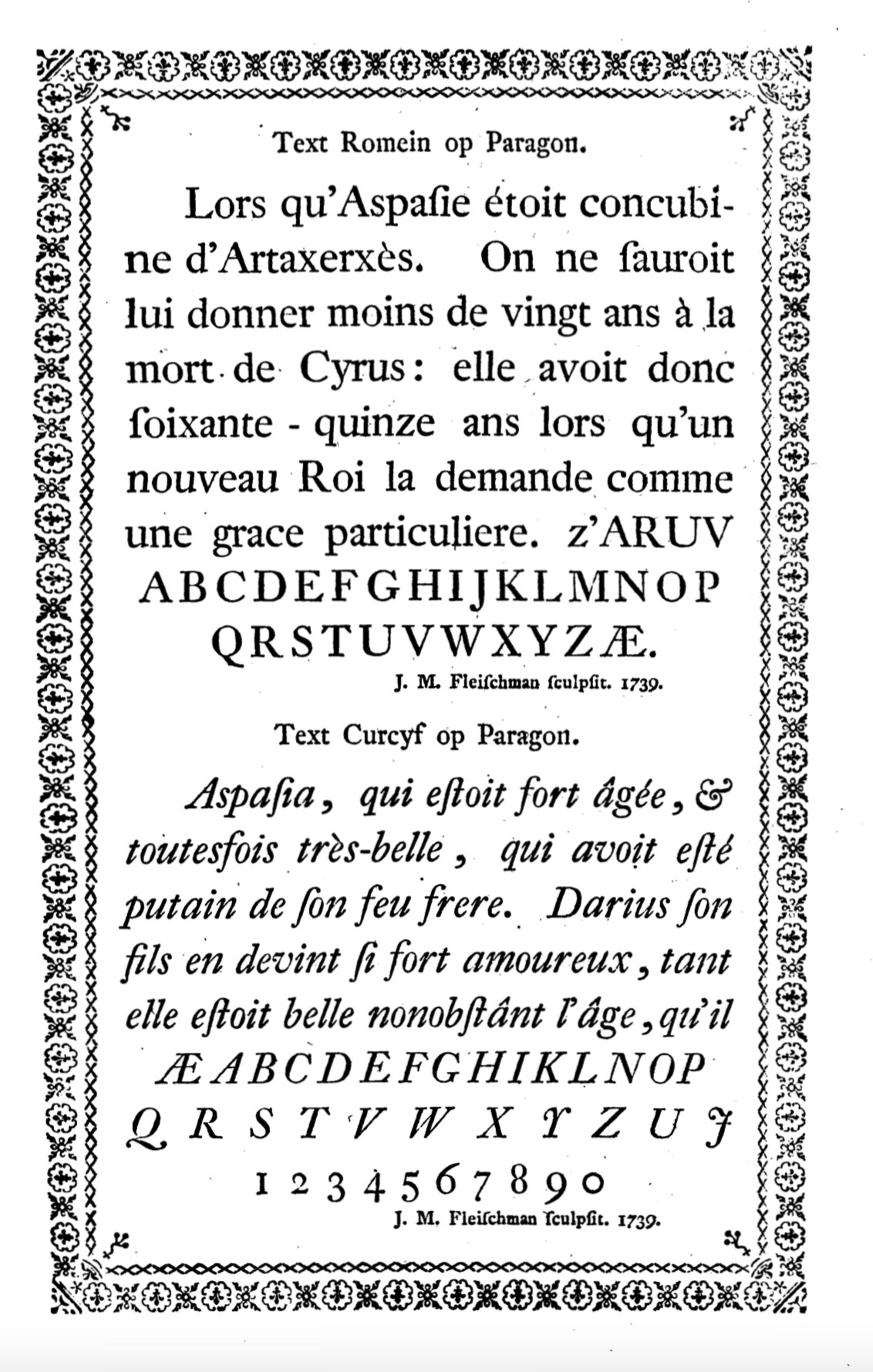
Un exemple de caractères Parangon (20 pt) italique et romain de Fleischman dans le spéciment d’Enschedé de 1768..

Les polices de Fleischman ont été très populaire durant sa vie et le spécimens de caractères d’Enschedé daté de 1768 (probablement publié en 1769) est une sorte de mémorial en son honneur,,. John A. Lane, qui l’a republié avec des commentaires, a indiqué que « Enschedé a scrupuleusement garder le livre de comptes de Fleischman ainsi que d’autres documents, comme son passeport, afin de documenter sa carrière en détail. » Fournier pensait également que ses travaux avaient apporté des « améliorations considérables » à la réputation de la fonderie d’Enschedé. Il a également été commémoré par la fonderie typographique des frères Ploos van Amstel dans l’introduction de leur spécimen de caractères après sa mort.

### Police de caractères musicale
Lorsque Breitkopf a mis au point la première police de caractères pour la musique en 1755, Enschedé a voulu améliorer l'idée et a engagé Fleischman pour créer un système plus souple et plus précis. Peu après, le premier recueil de chansons de Haarlem, Haerlemsche Zangen, a été publié avec cette police. Les livres de chansons précédents avaient été gravés sur des plaques de cuivre par des musiciens. La nouvelle police de caractères a été conçue pour être utilisée par les éditeurs de la même manière que les caractères d'imprimerie, mais cette idée n'a pas été couronnée de succès, car les musiciens qui écrivaient la musique avaient besoin d'une formation pour utiliser la police de caractères. Un musicien innovant qui a utilisé la police Enschedé-Fleischman est Leopold Mozart pour l'édition néerlandaise de ses Versuch einer gründlichen Violinschule en 1766. La même année, son fils, l'enfant prodige, a joué de l'orgue dans l'église Saint-Bavon, située en face de la maison d'édition d'Enschedé.

## Réputation posthume
Les polices de caractères de Flesichman ont une hauteur d’x élevée (de grandes lettres minuscules, suivant le style « néerlandais » du siècle précédent) et une apparence forte sur la page, et n'ont pas toujours été bien notées sur le plan esthétique. En 1777, Johann Gottlob Immanuel Breitkopf considérait Fleischman comme l'un des trois plus grands graveurs de poinçons du XVIIIe siècle aux côtés de Fournier et de John Baskerville (bien qu'en pratique les caractères de Baskerville aient probablement été gravés pour lui par John Handy), bien qu'il n'ait pas été impressionné par tous les aspects de son esthétique. En général, ils n'ont pas séduit les imprimeurs et les créateurs de caractères du XXe siècle, par exemple en recevant des critiques de la part de Daniel Berkeley Updike dans son ouvrage de référence Printing Types, et ont été moins souvent réédités que les travaux des graveurs de poinçons de la Renaissance et du début de l'ère moderne tels que Claude Garamond, Robert Granjon et Miklós Tótfalusi Kis, bien qu'une réédition en 1927 ait été publiée sous la supervision de Georg Belwe ,. Lane remarque que « ses caractères romains manquent de la majesté posée et des courbes subtiles » des polices délicates de Baskerville de la même période, et James Mosley écrit que « Fleischman était sans aucun doute un graveur virtuose, même s'il y a quelque chose d'aride dans ses caractères durs et anguleux. » 
L'intérêt pour le travail de Fleischman a été plus grand à l'époque des caractères numériques, et de nombreuses conceptions de caractères numériques ont été influencées par le travail de Fleischman. Plusieurs créations contemporaines influencées par Fleischman ont été conçues pour des journaux, notamment Mercury de Hoefler &amp; Co. et Fenway de Matthew Carter, fils de Harry Carter,,,. Kris Sowersby commente que « malgré tous leurs détails extravertis, les polices de caractères de Fleischmann fonctionnent extraordinairement bien. Même la couleur et les formes efficaces les rendent intéressantes et lisibles. » Matthew Carter, qui a fait un stage à la fonderie de caractères d'Enschedé quand il était jeune, commente : « J'ai toujours aimé les polices de caractères de Fleischmann pour les petites tailles... Je pense que Fleischmann était merveilleux pour faire ces petites polices qui étaient très lisibles. » DTL Fleischmann, publié par Dutch Type Library, est une reprise numérique particulièrement fidèle de son travail avec les tailles optiques.

## Illustrations

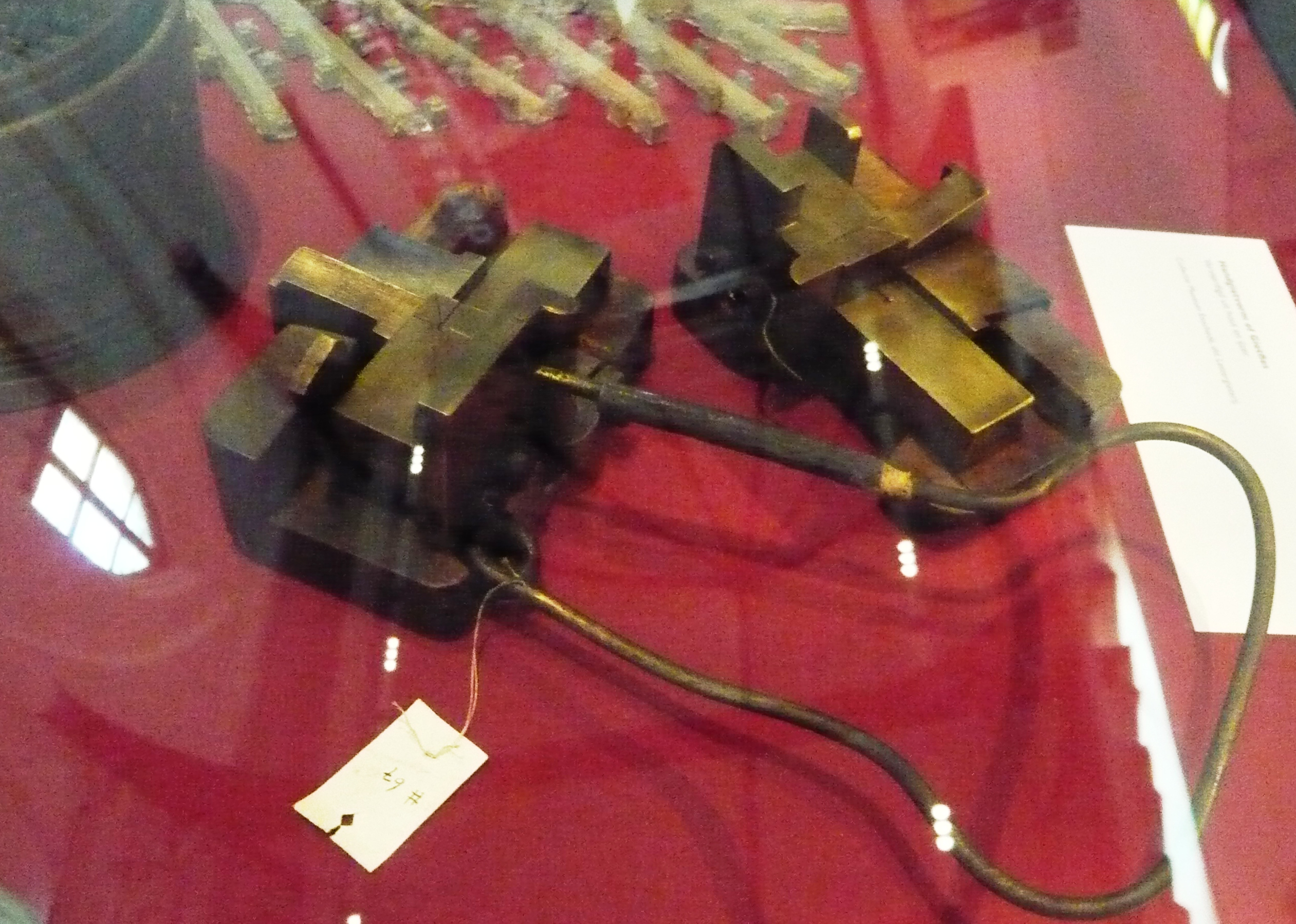
Poinçons de caractères Enschedé comme ceux que Fleishman tient dans son portrait par van Noorde.
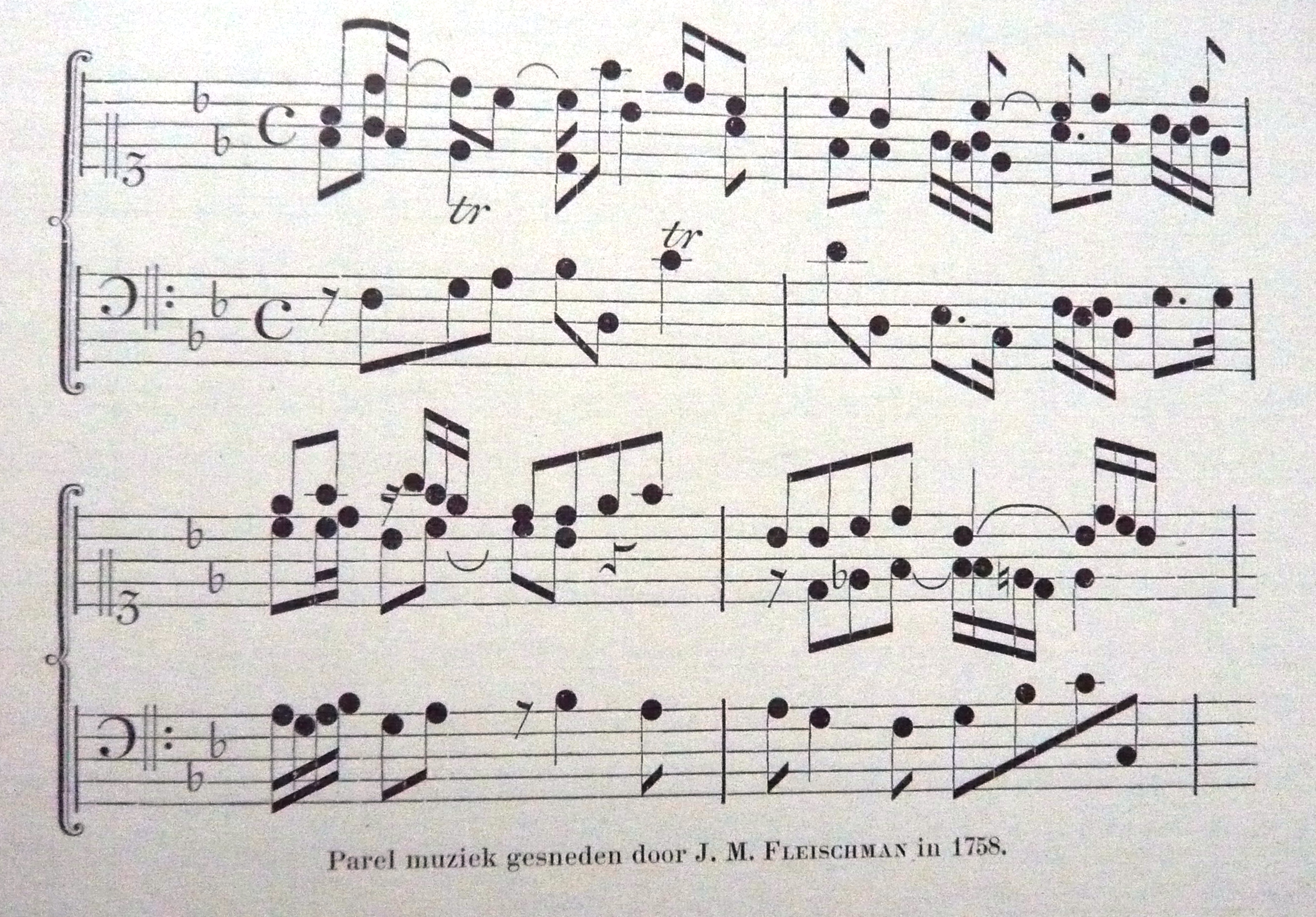
Specimen de la police Parel Muziek.
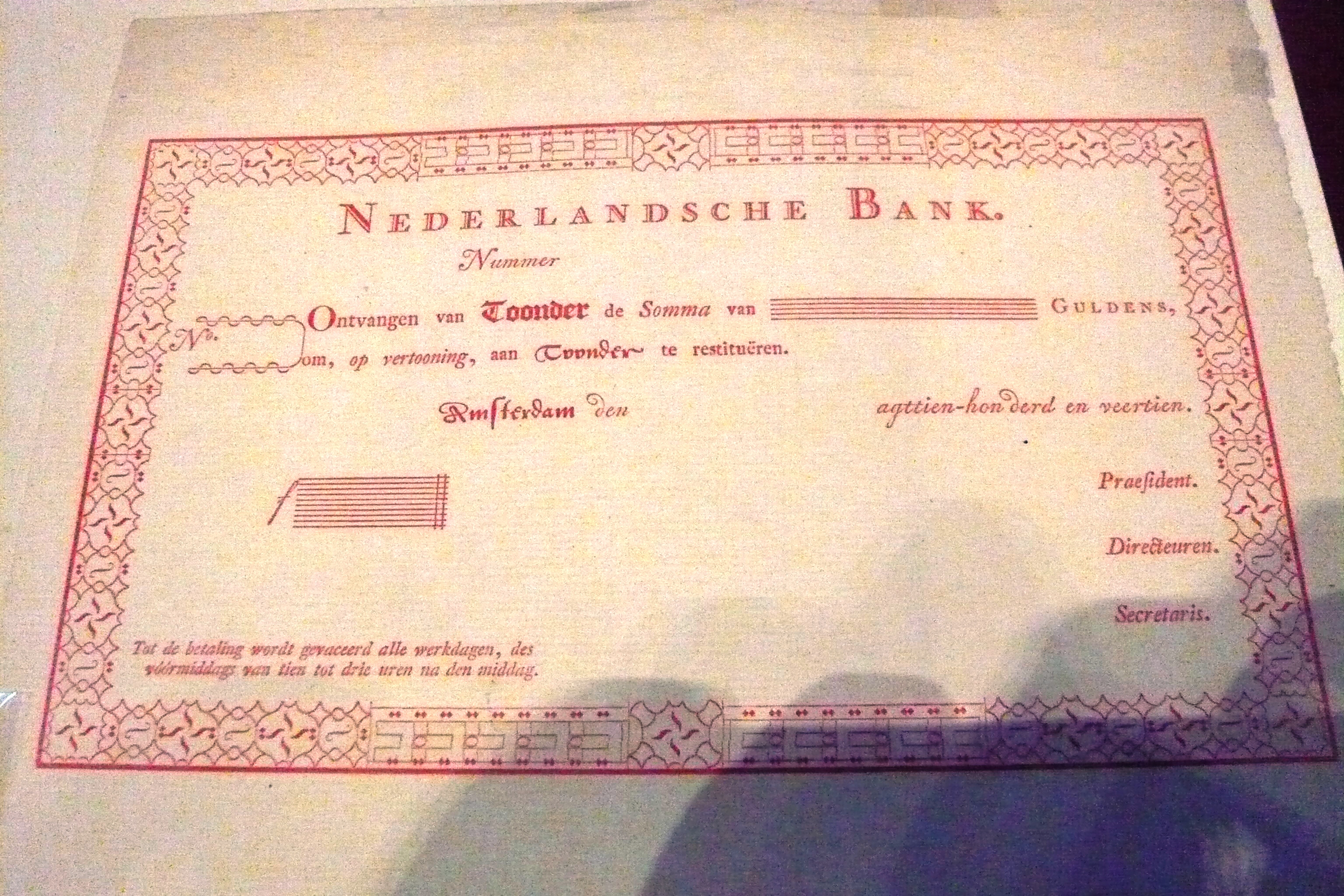
Premier billet bancaire néerlandais de 1814, appelé Roodborstje, avec la police musicale de Fleishman utilisée comme décoration.
Deux polices numériques basée sur les polices de Fleischman : Freight Text Book de Joshua Darden et GFS Fleischman de George D. Matthiopoulos[21].